# Église Notre-Dame d'Épernay
L'église de Épernay  est une église de la fin du XIXe siècle, située dans la commune d'Épernay dans le département de la Marne.

## Historique
L'église  d'Épernay a été construite de 1898 à 1915, elle dut être réparée de 1922 à 1925 à la suite des bombardements allemands de 1918. 

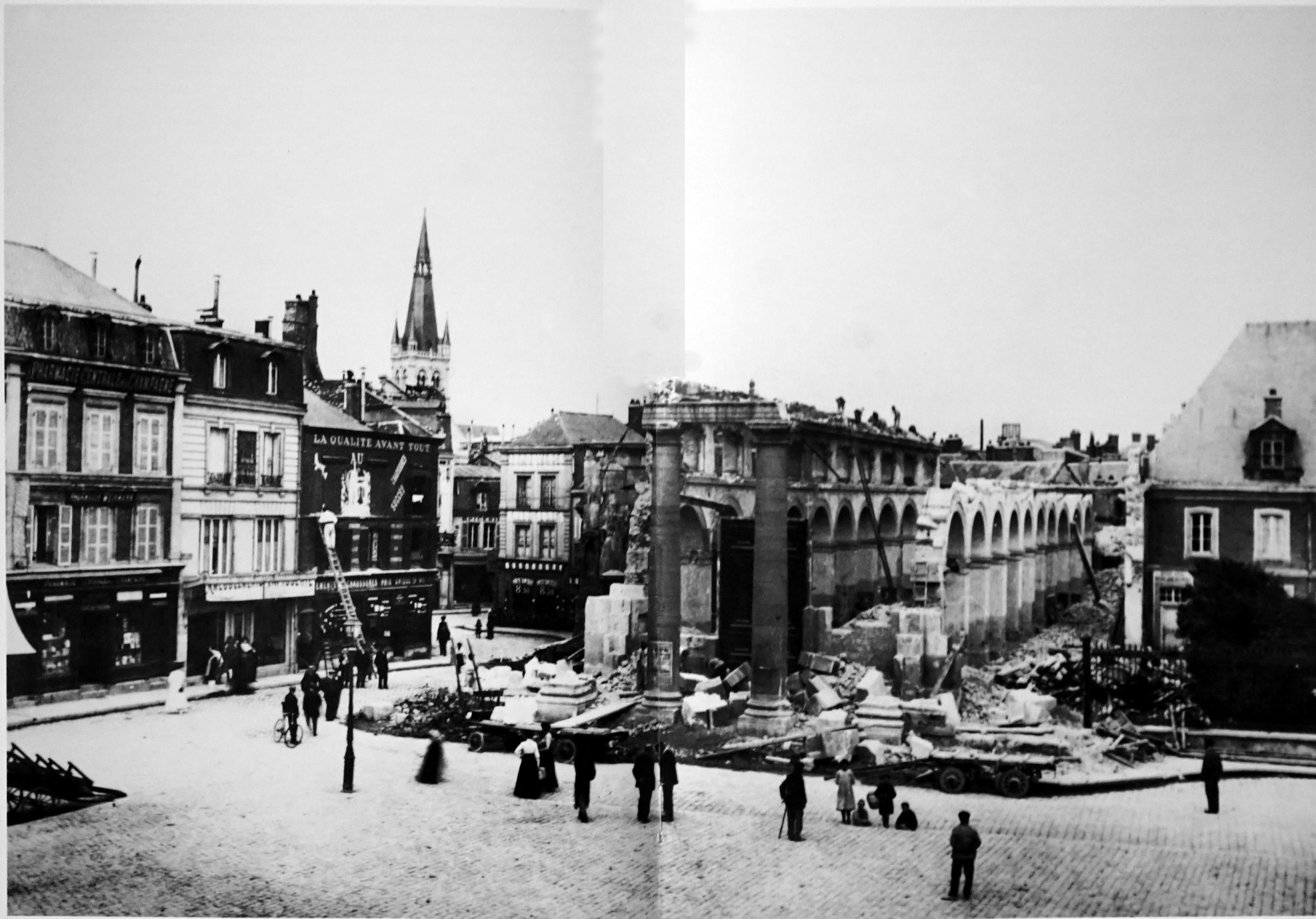
L'ancienne église en cours de destruction place place Hugues-Plomb et la nouvelle en arrière plan, le clocher en 1914.

## Architecture
Les arcs de fondation et le gros œuvre sont constitués de murs en meulière. Le gros œuvre est revêtue en pierre de taille calcaire et d'enduit à l'intérieur. elle est sur un plan en croix latine, une abside polygonale et de chapelles rayonnantes coiffées de croupes polygonales. Sur la croisées des transepts est élevé une tour dont la flèche est polygonale, cette tour-lanterne, atteint 77 mètres de hauteur. Dimensions : 
- au niveau de la nef est de 19,
- 28 mètres à partir du transept vers l'abside.

Elle est inscrite à l'inventaire général du patrimoine culturel.

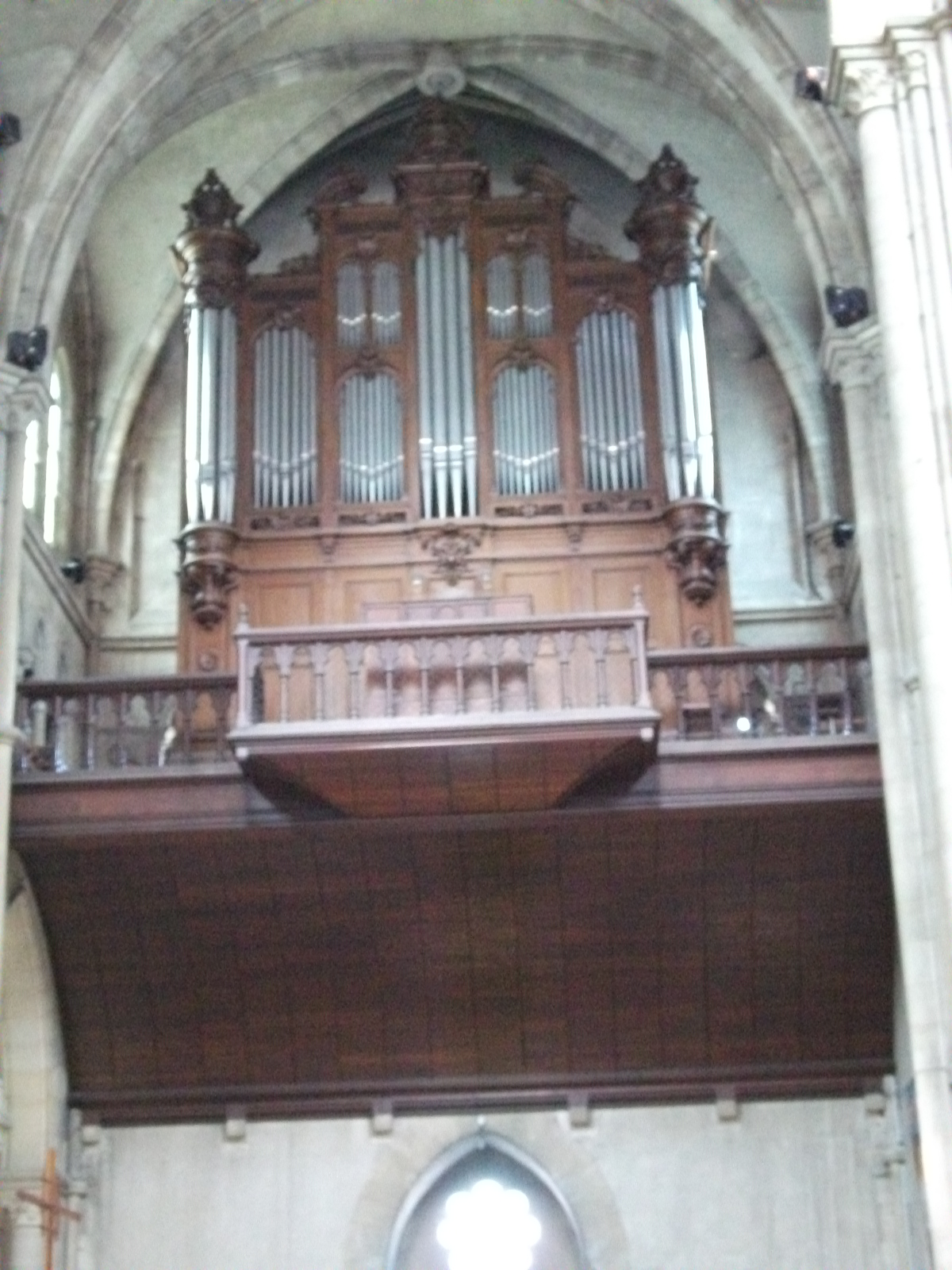
Orgue de l'église.
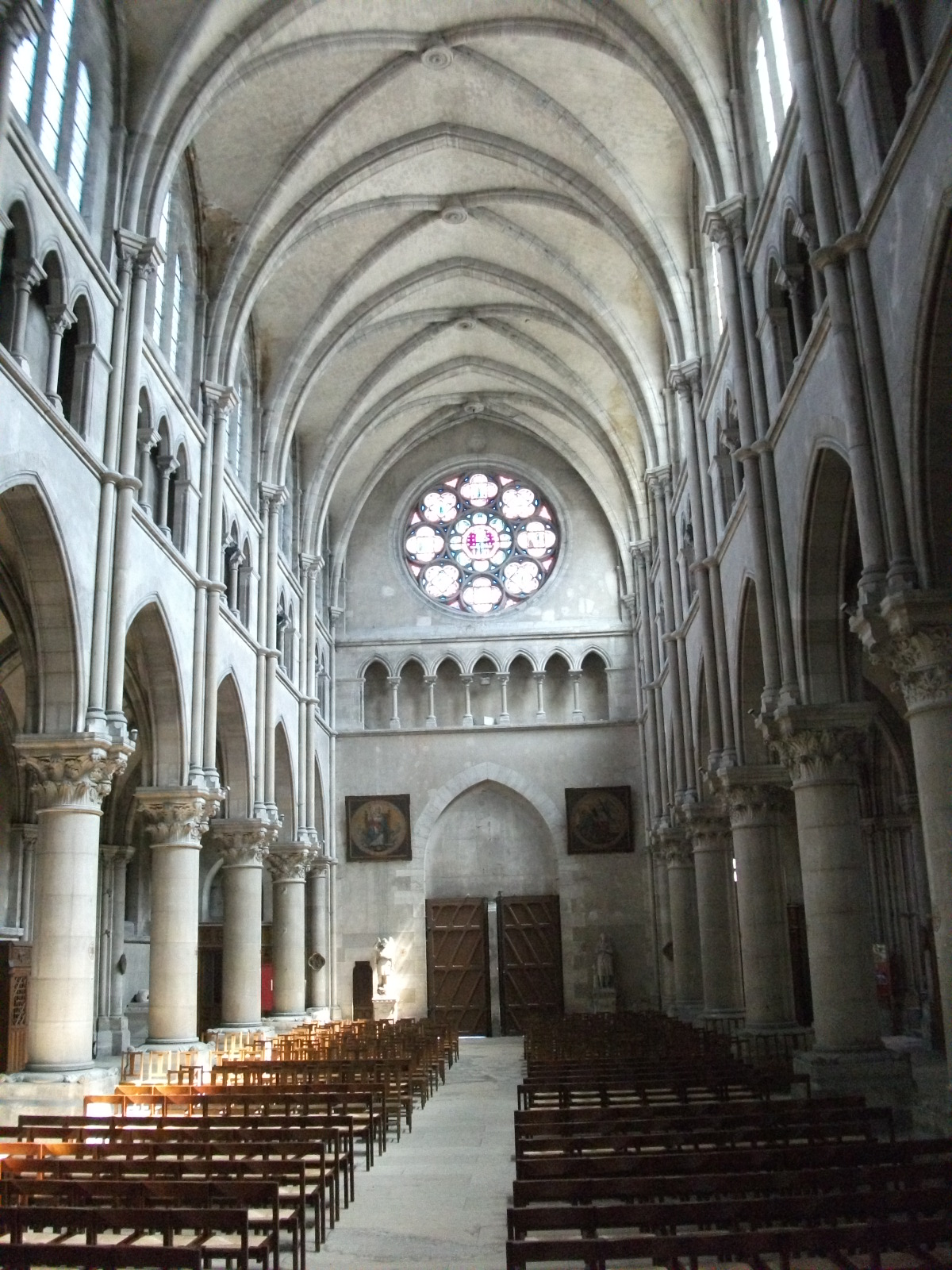
Nef principale.
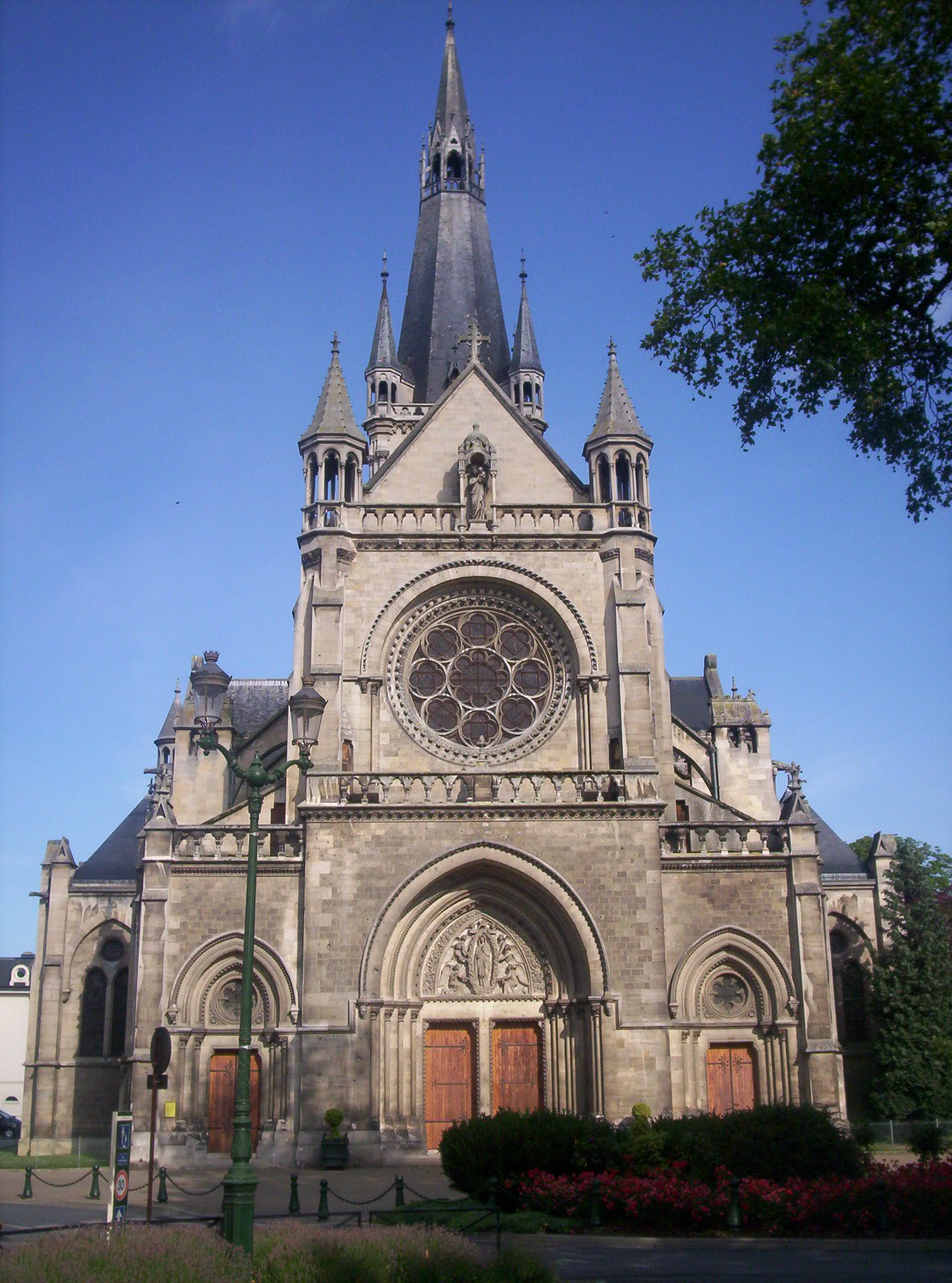
Le portail principal.
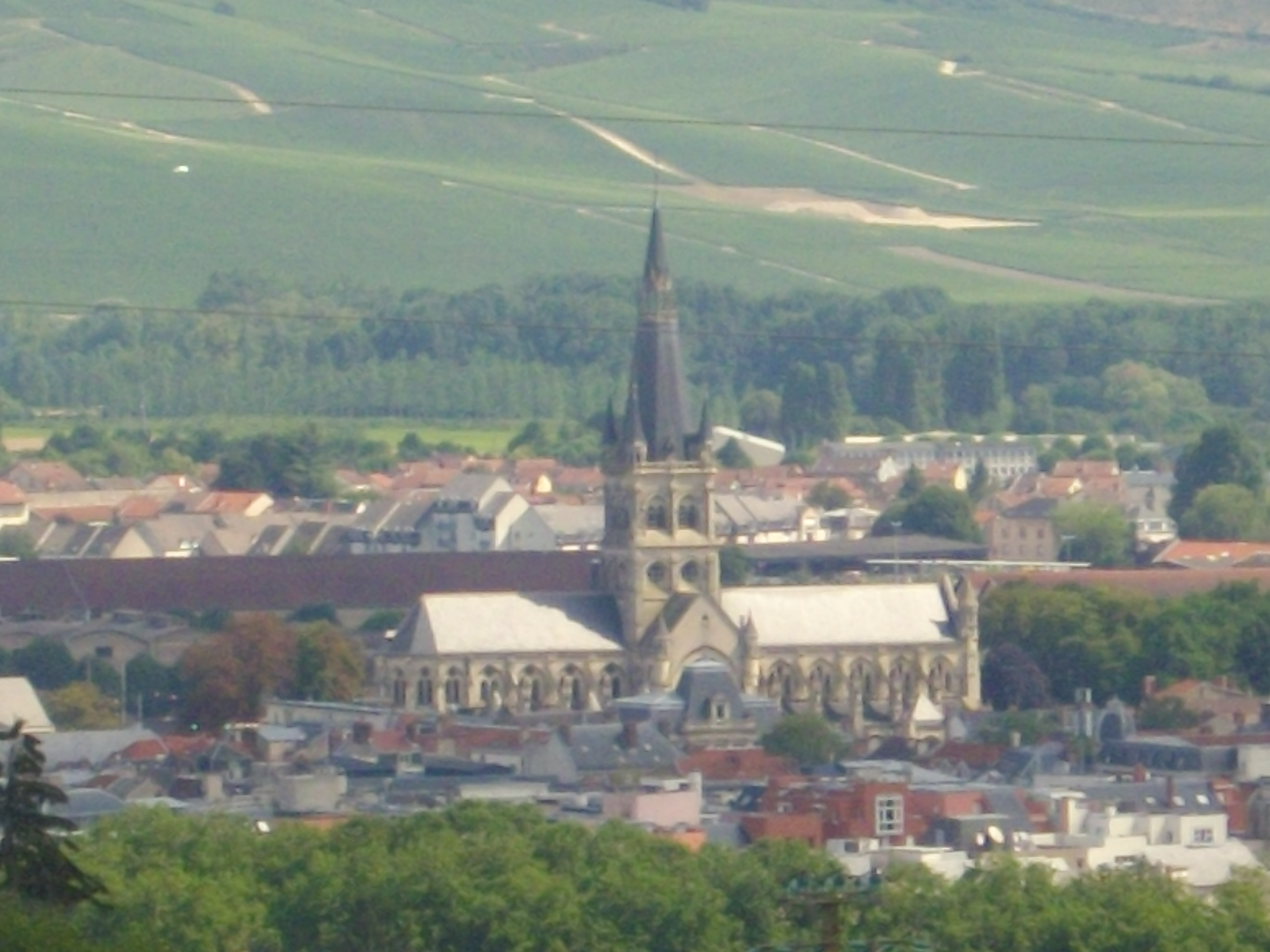
vue aérienne.

## Mobilier
Elle est décorée de vitraux du XVIe siècle et possède un orgue qui est l'œuvre de Cavaillé-Coll et de Charles Mutin. Orgue classé monument historique, il provient de l'ancienne église Saint Martin et fut offert par le comte négociant de champagne Paul Chandon de Briailles.
L'église a la pierre tombale du maréchal Pierre Strozzi qui était seigneur d'Epernay.

Vues du mobilier
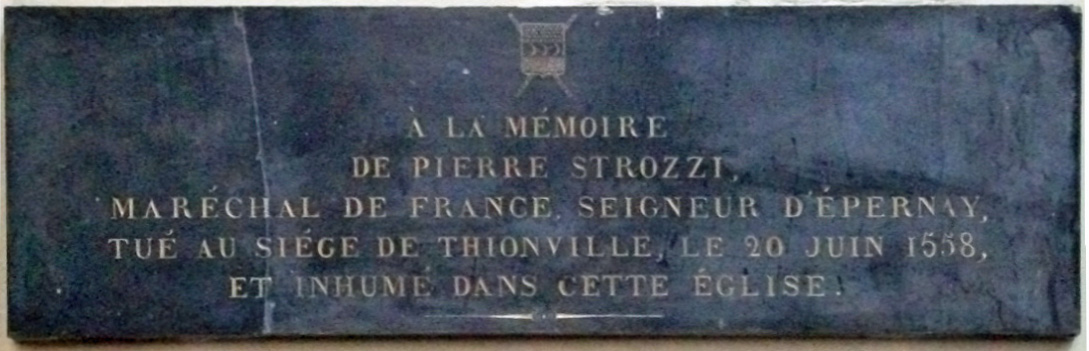
Pierre Strozzi.
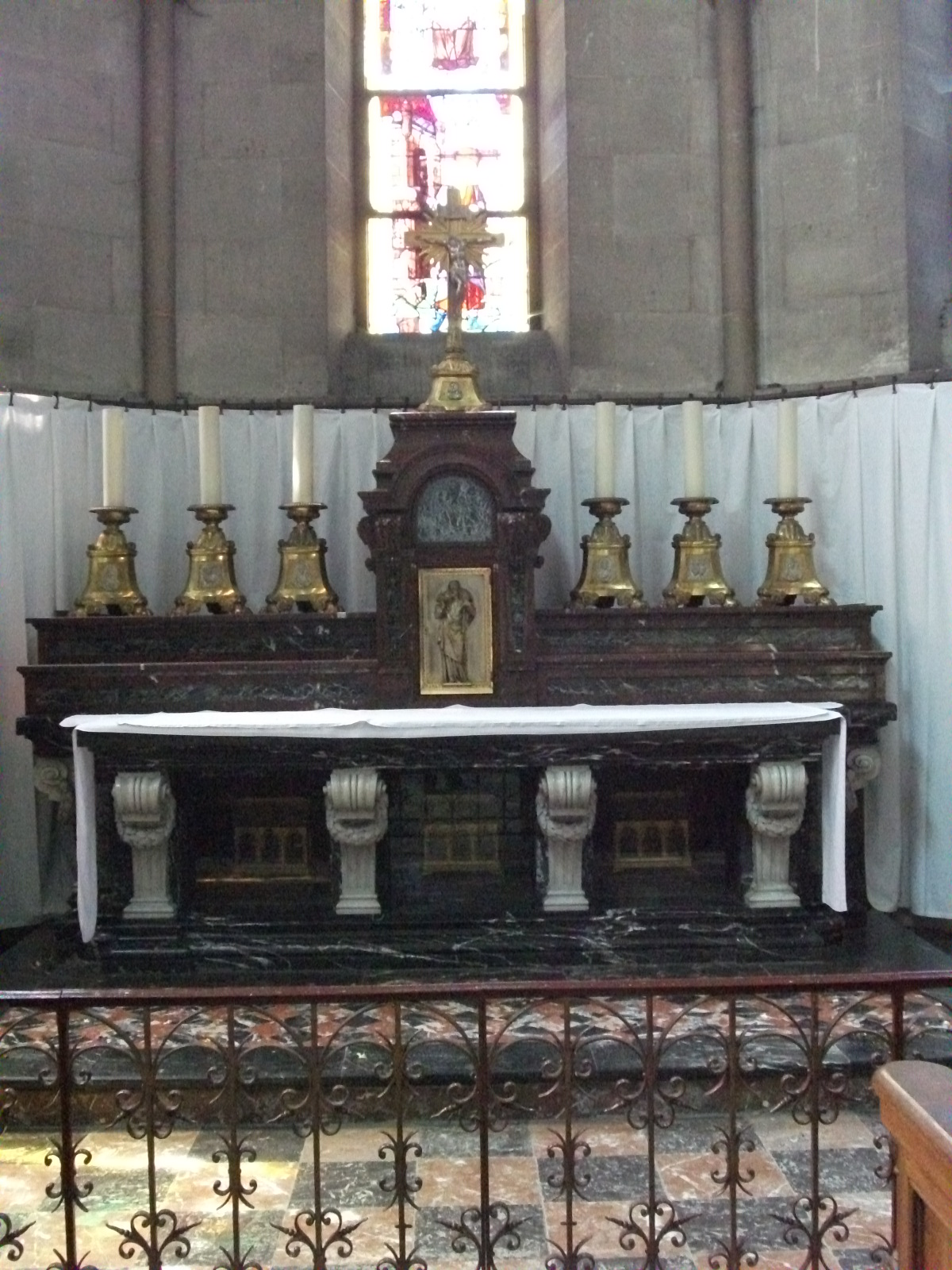
Grille et autel principale.
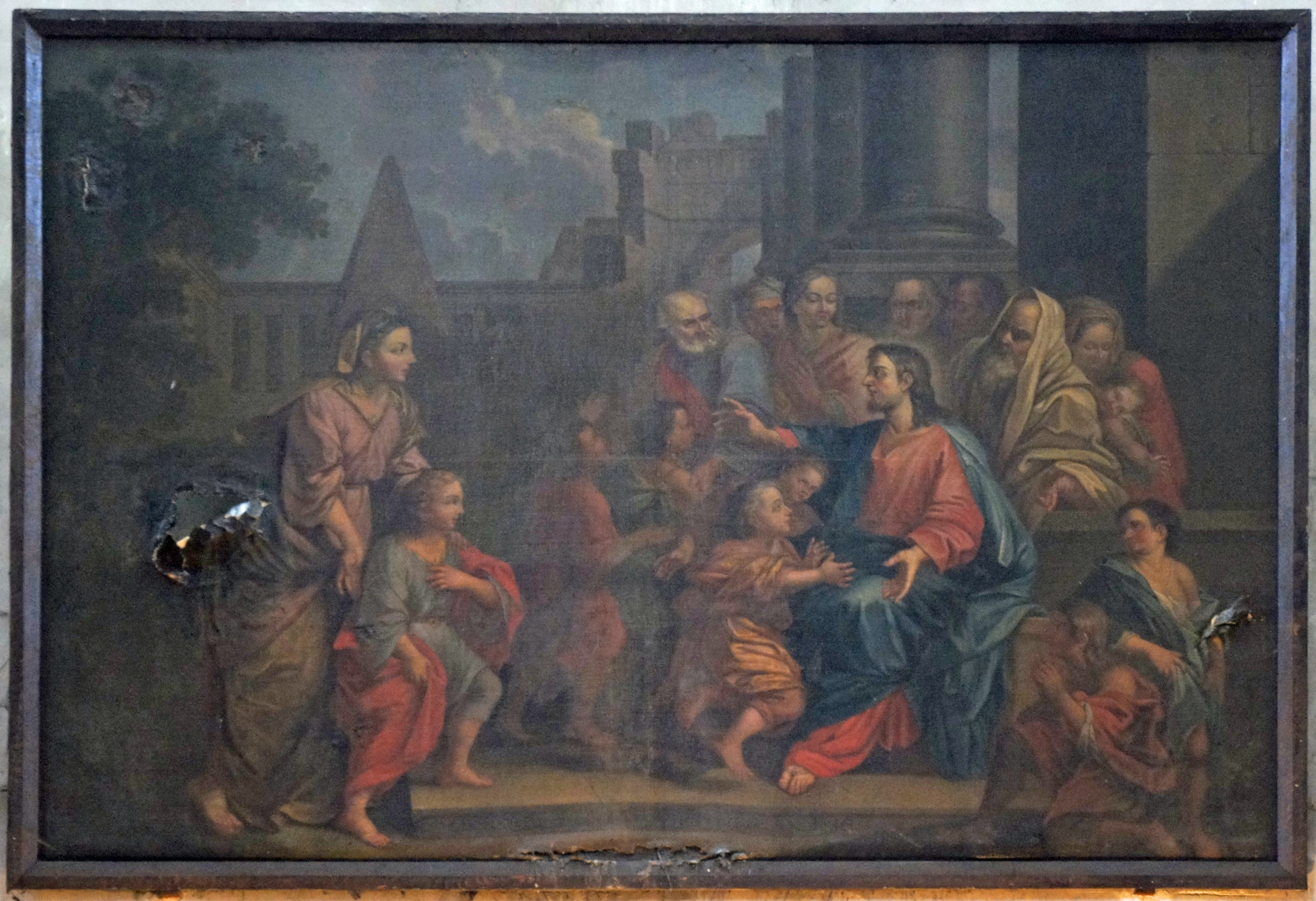
Peinture.
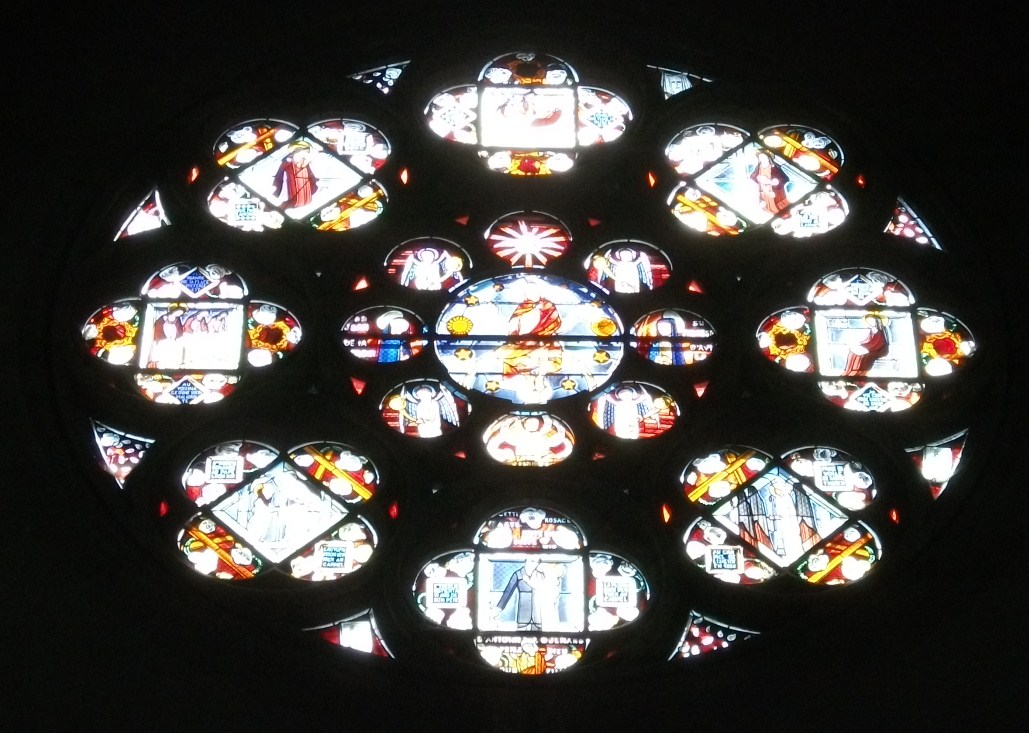
Grande rosace.
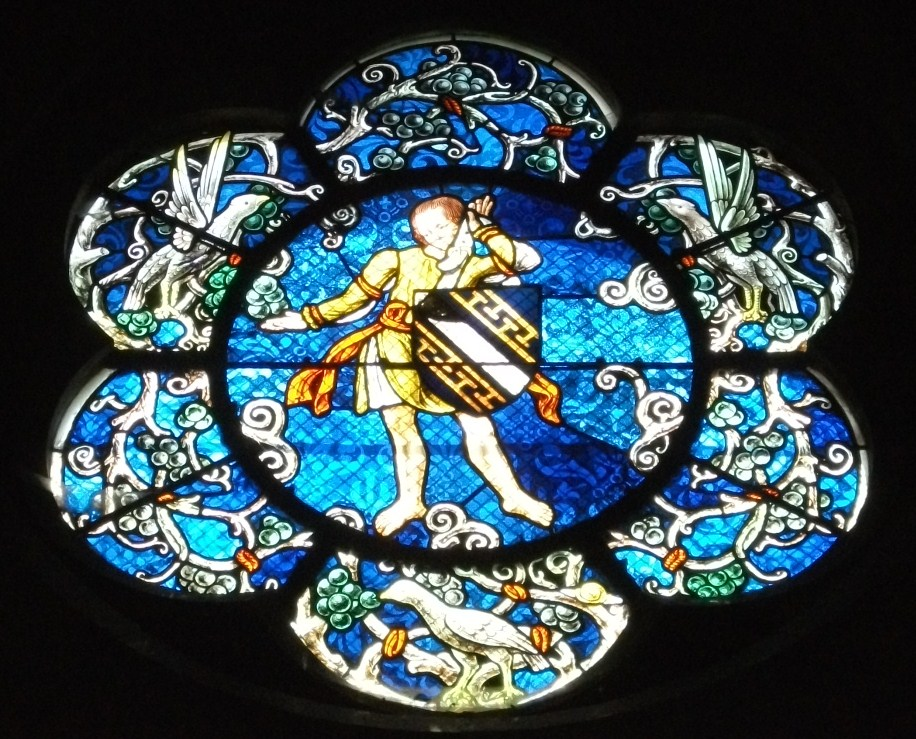
rosace du transept sud.